# Riad Sattouf
Riad Sattouf (arab. رياض سطوف; ur. 5 maja 1978 w Paryżu) – francuski rysownik, artysta komiksowy i reżyser filmowy. Poza Francją znany przede wszystkim ze swojej serii komiksowej L'Arabe du futur, w Polsce wydanej przez Kulturę Gniewu jako Arab Przyszłości.

## Życiorys
Urodził się w 1978 w Paryżu jako najstarszy z trójki dzieci w rodzinie francusko-syryjskiej. Jego ojcem był Abdul-Razak Sattouf, a matką Clémentine Sattouf. Kiedy był jeszcze małym chłopcem, rodzina przeprowadziła się do Libii, gdzie jego ojcu — absolwentowi historii — zaproponowano posadę nauczyciela. Później przeprowadzili się do Syrii, gdzie rodzina osiedliła się w rodzinnym mieście Abdul-Razaka, Tajr Mala.
Rodzina Sattoufów spędzała czas we Francji, ostatecznie zamieszkując z rodziną Clémentine w Rennes. Po otrzymaniu muzułmańskiego wykształcenia w syryjskiej wiejskiej szkole Riad spędził szóstą klasę we Francji, gdzie odkrył przepaść między arabską a zachodnią edukacją. Wspominał, żejJako dziecko o korzeniach francuskich i syryjskich był traktowany jak outsider. W Syrii był Francuzem, szyderczo nazywanym Żydem z powodu blond włosów, a we Francji był „Arabem o dziwnym imieniu”.
Spędzając dzieciństwo w Syrii, zapoznał się z europejskimi komiksami za pośrednictwem swojej babci ze strony matki, która wysyłała mu wydania magazynu Tintin. Później, we Francji, rozwinął szczególną sympatię do twórczości science fiction Moebiusa, Philippe'a Druilleta i Enki Bilala, jednocześnie ciesząc się filmami akcji, takimi jak Conan Barbarzyńca czy anime Rumiko Takahashi.
Po ukończeniu szkoły średniej w Rennes studiował sztuki stosowane w Nantes, zanim został przyjęty do paryskiej szkoły artystycznej Gobelins, aby studiować animację. W Paryżu odnalazł swoją niezależność, rozwijając większą pewność siebie w umiejętnościach graficznych i radząc sobie ze swoją przeszłością za pomocą psychoterapii.
Na początku swojej kariery przyjął komiczny styl rysowania i stworzył m.in. Les Jolis Pieds de Florence, tragikomiczną historię o nieudaczniku, który projektuje gry wideo, jego dziwnych przyjaciołach i nieudanych próbach znalezienia miłości we współczesnej Francji. Komiks opublikowano w 2003 w kolekcji Poisson Pilote wydawnictwa Éditions Dargaud. Otrzymał pozytywne recenzje, a w 2004 i 2005 ukazały się dwa kolejne tomy Le pays de la soif oraz Le rêve de Jérémie. W międzyczasie stworzył dwie autobiograficzne książki obrazkowe dla wydawnictwa Joann Sfar Bréal Jeunesse. Wydana w 2003 Manuel du Puceau w humorystyczny sposób przedstawia trudności dorastania, a w Ma Circoncision z 2004 Sattouf opowiedział o swoim obrzezaniu w wieku ośmiu lat.

### Działalność filmowa
W 2003 pomógł swojemu przyjacielowi Joannowi Sfarowi w adaptacji jego serii komiksowej Petit Vampire. Oprócz współtworzenia scenariusza udzielał również głosu postaciom. W 2009 napisał i wyreżyserował swoją pierwszą pełnometrażową produkcję, Les Beaux Gosses. Film traktuje o życiu miłosnym i wchodzeniu w okres dojrzewania.
Kontynuował karierę w kręceniu filmów jako reżyser i scenarzysta serialu internetowego Mes Colocs (2010) oraz w tym samym roku adaptacji telewizyjnej swojego komiksu La Vie Secrète des Jeunes dla Canal+. W styczniu 2014 ukazał się komediowy film Sattoufa Jacky au Royaume des Filles, opowiadający o fikcyjnym kraju, w którym role mężczyzn i kobiet są odwrócone. Sattouf był scenarzystą, reżyserem i aktorem drugoplanowym. W 2018 był producentem i scenarzystą serialu animowanego opartego na jego komiksie Les Cahiers d'Esther, wyprodukowanego przez Folimage i emitowanego na Canal+.

## Publikacje

### Komiksy
- Manuel du puceau (2003)
- Ma circoncision (2004)
- No Sex in New York (2004)
- Retour au collège (2005)
- La vie secrète des jeunes, (2007)

### Serie komiksowe
- Les Pauvres Aventures de Jérémie
  - Les Jolis Pieds de Florence (2003)
  - Le pays de la soif (2004)
  - Le rêve de Jérémie (2005)
- Pipit Farlouse
  - La couvée de l'angoisse (2005)
  - La route de L'Afrique (2006)
- Laura et Patrick
  - Les jeunes de la jungle (2006)

- Pascal Brutal
  - La nouvelle virilité (2006)
  - Le mâle dominant (2007)
  - Plus fort que les plus forts (2009)

- L'Arabe du futur (pol. Arab Przyszłości)
  - 1978–1984 (2014; wyd. polskie 1978–1984, 2016)
  - 1984–1985 (2015; wyd. polskie 1984–1985, 2018)
  - 1985–1987 (2016; wyd. polskie 1985–1987, 2019)
  - 1987–1992 (2018; wyd. polskie 1987–1992, 2021)
  - 1992–1994 (2020; wyd. polskie 1992–1994, 2023)
  - 1994–2011 (2022; wyd. polskie 1994–2011, 2023[2])

- Les cahiers d'Esther
  - Histoires de mes 10 ans (2016)
  - Histoires de mes 11 ans (2017)
  - Histoires de mes 12 ans (2017)
  - Histoires de mes 13 ans (2019)
  - Histoires de mes 14 ans (2020)

## Filmografia

### Filmy autorskie
- Przystojniaki (2009) – reżyser, scenarzysta, muzyk i aktor[10]
- Jacky w królestwie kobiet (2014) – reżyser, scenarzysta, muzyk i aktor[11]

### Seriale
- Mes colocs (2010) – reżyser i scenarzysta serialu internetowego[8]
- Les Cahiers d'Esther (2018) – producent i scenarzysta[12]

### Filmowa współpraca
- Petit vampire (2003) – Scenariusz i głos lektora do serialu animowanego autorstwa Joann Sfar.
- Gainsbourg (2010) – jako żigolak Fréhela
- Wypowiedzenie wojny (2011) – jako kucharz
- Camille powtarza rok (2012) – jako reżyser[13]